# きちを。
きちを。（1998年9月15日 - ）は、日本の男性YouTuber。お笑い芸人。元吉本興業所属。東京NSC第24期。東京都在住。阪神タイガースファン。

## 生い立ち
1998年9月15日に誕生。母は女優をしていたことがあり、2歳下に弟がいる。小学2年生からソフトボールをはじめ、中学生から高校生まで野球を続けた。最後の夏の大会敗戦後、ナオトインティライミやディーン・フジオカに憧れて宗谷岬までヒッチハイクを敢行。それ以降は芸人として歩んでいる。2022年からはYouTuberとしても活動している。ちなみに幼少期から口癖はボゲぇぇぇぇと言いがちらしい。

## 芸人
芸人としては、吉本興業に所属していた。現在は無所属である。2020年5月12日に始めたnoteにおいて、仕事がほとんどなくニートであることを綴った。2022年3月1日にトリオ「ヨウミタラ」を結成した。2023年under５3回戦進出。同トリオでコントを中心に活動していたが、2023年7月26日に解散が発表された。その後も芸人活動は続けており、2023年のM-1グランプリに「磯本軍団」として参加し、一回戦敗退。

## YouTuber
2022年7月16日に「きちを。」YouTubeチャンネルを開設。阪神タイガースのファンとして観戦ライブを行ったり、試合の感想を動画にあげたりしている。また、野球に関するネタを「～～に対する各球団ファンの反応」という形でショート動画にして投稿している。ショート動画内では、「ボゲェェェェ！！！！！」がきちを。の決め台詞となっている。2023年には、ファンから脅迫文が届き、それをネタに変えて、脅迫文を募集した。同年、関西対決となった日本シリーズを阪神タイガースが制し、11月23日に行われたオリックス・バファローズとの合同パレード（神戸・大阪）にて、近本光司、西純矢などから声をかけられたことで、阪神選手内に認知されていることが判明した。11月27日に登録者二万人を達成。

## その他
入浴検定 を持っており、noteではお風呂好きな一面も明かした。サウナ・スパ健康アドバイザー の資格も持っている。